# Иванов, Пётр Сергеевич
Пётр Серге́евич Ивано́в (1900—1941) — советский краевед Ярославской области, сотрудник Ростовского музея древностей.

## Биография
Пётр Иванов родился 25 июня 1900 года в городе Ростов Ярославской губернии в купеческой семье. После окончания Ростовской гимназии учился в Ростовском отделении Московского археологического института. С 1922 по 1929 год работал в Ростовском музее древностей научным сотрудником и старшим помощником хранителя музея. В 1930 годах работал в Звенигородском музее, затем в Рузском музее.
Входил в правление Ростовского научного общества по изучению местного края (РНОИМК), был председателем библиографической комиссии общества и руководил его культурно-исторической секцией. Занимался изучением истории, архитектуры и народного фольклора Ростовской области. Подготовил к публикации справочник по этнографии Ростовской области (не опубликован). В 1926 году был представителем РНОИМК на VII Рыбинском краеведческом съезде. Был членом-корреспондентом Центрального бюро краеведения. Посылал корреспонденции в журналы «Краеведение» и «Известия ЦБК».
После начала Великой Отечественной войны ушёл на фронт. Погиб в 1941 году.
Многие труды Петра Иванова не были опубликованы. Его рукописи в 1968 году были переданы Государственному архиву Ярославской области сестрой, Верой Сергеевной Ивановой.

## Семья
Родители — Сергей Андреевич и Клавдия Фёдоровна Ивановы. Дядя — краевед Дмитрий Андреевич Иванов (1871—1937).